# Haselgebirge

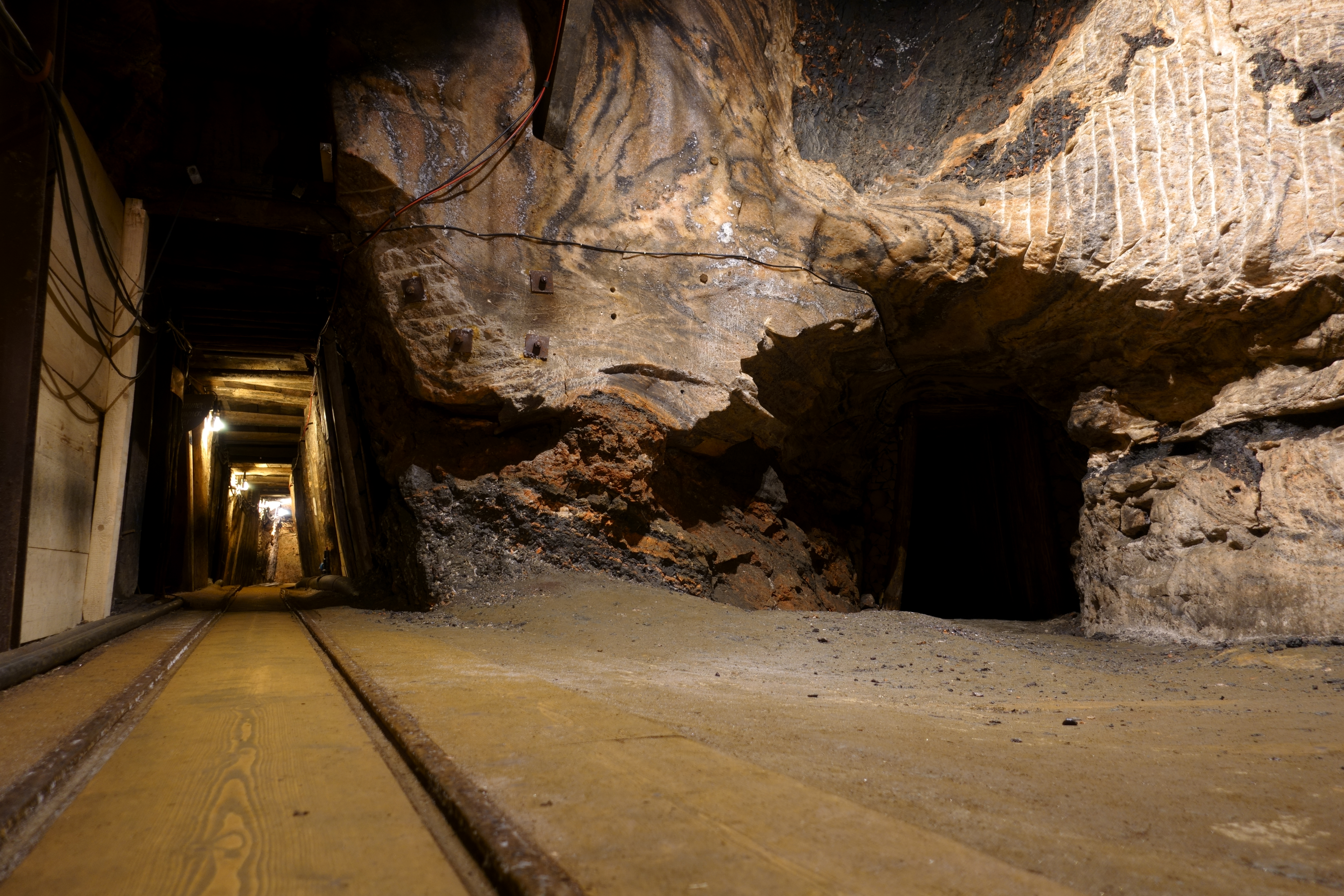
Stollen im Haselgebirge, Salzbergwerk Altaussee, Österreich

Das Haselgebirge ist ein Mischgestein, das aus Tonmineralen, Sandstein, Anhydrit, Steinsalz und Nebensalzen besteht. Der Steinsalzgehalt schwankt dabei zwischen 10 % und 70 %, so dass es in seinen Vorkommensgebieten schon seit langer Zeit abgebaut wird. Die bekanntesten Vorkommen befinden sich in den Nördlichen Kalkalpen, andere sind an den Aufstieg von Salzstöcken in Norddeutschland gebundene Salz-Ton-Gemische.

## Begriff
„Haselgebirge“ ist ein alter Ausdruck, der von Bergleuten für ein Gemenge von Steinsalz, Gips und Ton verwendet wurde, das zu einer Brekzie verkittet ist. Die ursprünglich nur auf dieses gesteinsartige Material bezogene Bezeichnung wurde im Laufe der geologischen Erforschung auf alle derartigen Gesteinsvorkommen und ihr Nebengestein ausgeweitet, so etwa in den Ostalpen. Sie bezeichnet in den Ostalpen heute kein einzelnes Gestein mehr, sondern eine sedimentäre und tektonische Fazies.

## Entstehung des ostalpinen Haselgebirges
Die Bildung erfolgte im Oberperm bis Skythium in flachen Lagunen und abflusslosen Sedimentbecken, die sich in tektonischen Gräben im ostalpinen Sedimentationsraum bildeten. Kurzzeitiges Einfließen von salzhaltigem Meerwasser aus der Tethys und anschließende Verdunstung des Wassers führte zur Bildung von Evaporiten im zentralen Grabenbereich, die gesäumt waren von Sabchas, sandigen Salzton-Ebenen und Schuttfächern von den angrenzenden Grabenschultern. Diese Umgebung war lebensfeindlich, so dass Fossilien bis auf vereinzelte Sporen fehlen.
Nach ihrer Entstehung und Überdeckung durch jüngere Ablagerungen unterlagen die Sedimente starker Auslaugung und Salztektonik, die die ursprünglich subparallele Schichtung der Sedimente zu verwischen begannen. Durch die starke Überprägung bei den tektonischen Vorgängen während der alpidischen Orogenese und der Auffaltung der Alpen ging auch das meiste der restlichen Schichtung verloren, noch verstärkt durch die Nähe der Gesteine zur Basisüberschiebung der Nördlichen Kalkalpen und die geringe Widerständigkeit des Salzes gegen tektonische Kräfte. Die beteiligten Gesteine sind deshalb ausgewalzt, stark zerbrochen (brekziiert) und enthalten neben vereinzelten Bereichen ursprünglicher Schichtung Bruchstücke von Dolomit und Rauwacke. Es bildete sich ein durch das Steinsalz verkittetes plastisches Trümmergestein, ein sandiger, grauer bis grünlicher Salzton mit Einschlüssen von Anhydrit, Steinsalz und Dolomit.

## Vorkommen

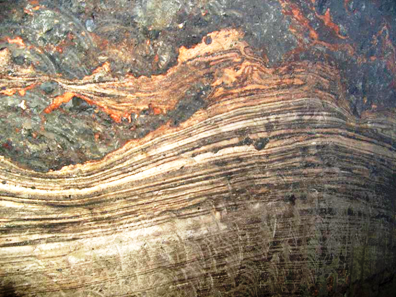
Dolomiteinschlüsse im Anhydrit – Salzbergwerk Berchtesgaden

Haselgebirge bildet die Hauptmasse der ostalpinen Salzlagerstätten. In Altaussee, Bad Ischl, Hallstatt und Berchtesgaden sind die Salzbergwerke zu Beginn des 21. Jahrhunderts noch in Betrieb. Die Betriebe in Hallein und Hall in Tirol sind stillgelegt.
Auch einige Salzstöcke im Untergrund des nördlichen Norddeutschlands weisen Haselgebirge auf, jedoch entstand dieses ausschließlich im Zuge des Aufstieges des Salzes aus großen Tiefen (2000–5000 m). Das Ausgangsgestein bilden bis zu 15 Lagen aus Steinsalz des höheren Perms (Oberrotliegend), die mit roten Tonstein- und Sandsteinpaketen wechsellagern. Diese „Haselgebirgs-Diapire“, die auch Salz aus dem höchsten Perm (Zechstein) enthalten und daher auch als „Doppelsalinare“ angesprochen werden, sind räumlich auf das südliche Schleswig-Holstein, den erweiterten Unterelberaum, Westmecklenburg, Ostfriesland und die Deutsche Bucht beschränkt.

## Abbau
Die alpinen Salzlagerstätten werden mithilfe von Wasser ausgelaugt, das in künstlich geschaffene Hohlräume – Laugwerke beziehungsweise Übertagebohrungen – eingebracht wird. Durch diesen Prozess entsteht einerseits eine wässrige Salzlösung, die Sole, andererseits sinken die wasserunlöslichen Bestandteile des Haselgebirges, der Laist, auf den Boden des Laugwerks. Durch das Verdampfen des Wasseranteils der Sole – historisch im Pfannhaus, heute in industriellen Verdampferanlagen – wird schließlich das Kochsalz gewonnen.